# Коліївщина (фільм)
«Коліївщина» — український радянський фільм-драма відзнятий 1931 року, прем'єра якого, після довгих суперечок Кавалерідзе з радянським кермаництвом, відбулася аж через два роки 22 жовтня 1933 року в Москві. Сценарій фільму був створений Кавалерідзе на основі поеми Гайдамаки Тараса Шевченка.
Попри всі ідеологічні правки російської партійної верхівки, фільм залишився надзвичайно україно-патріотичним. У ньому відчувається український дух і любов до українського народу, бо знімав цю стрічку закоханий в Україну режисер.
Займає 46-48-у позицію у списку 100 найкращих фільмів в історії українського кіно.

## Сюжет фільму
Кінострічка розповідає про події 1768 року, коли на Правобережній Україні спалахнуло народне повстання проти польського гніту. У ній зроблена спроба відобразити одну із сторінок визвольного руху в Україні — повстання Коліїв (кріпаків, ремісників і рибалок) проти свавілля феодалів і польської шляхти, яке завершилося жорстокою розправою царськими каральними експедиціями в 1768 році.
Герой фільму Семен Неживий поблукавши по чужині, повертається в рідне село, де застає страхітливу убогість і голод. Герой організовує бідноту на повстання, але його гаряча душа не бачить, що найближчі його сподвижники — представники козацьких старшин Максим Залізняк і Іван Ґонта — в своїх інтересах використовують повстання. Врешті-решт саме вони і зраджують повстанців.

## Виробництво

### Фільмування під-час Голодомору
Фільм Івана Кавалерідзе «Коліївщина» створювався у страшні для України часи. В Україні вирував Голодомор, радянська влада почала репресію з проукраїнськими інтелектувалами та боротьбу з коренізацією.

## Акторський склад
У фільм знімалися такі як актори як:
- Олександр Сердюк — Семен Неживий
- Д. Шклярський — граф Потоцький
- Іван Мар'яненко — Іван Ґонта
- Данило Антонович — Максим Залізняк
- В. Спішинський — пан Сірко
- Федір Радчук — польський пан Хічевський
- Василь Красенко — Крига
- Поліна Натко — Оксана, наречена Семена
- Євдокія Доля — мати нареченої Оксани
- Ганна Борисоглібська — Уляна, мати Семена
- Яків Ліберт — збирач ренти, посесор
- А. Савєльєв — російський генерал Крєчєтніков
- Микола Надемський — український пан Дінисій
- Северин Панківський — генерал-губернатор Умані, гнязь Младинович
- Івась Твердохліб — Павло
- Мар'ян Крушельницький — козачий полковник
- Натан Зархи[3] — Мошко
- Олексій Харламов — старий селянин
- В. Піддубний — селянин
- Дмитро Кадніков — російський офіцер
- Наум Шейнберг — голова маєтку, єврей-шинкар

## Версії 1933 та 1968 років
Стрічка «Коліївщина» задумувалася та творилася ще за умов рішучого проведення політики коренізації в УСРР, а монтувалася вже за часів боротьби з «буржуазним націоналізмом» та «правим ухилом» серед партійців. Після закінчення знімання у 1931 році, у процесі монтування всього було створено 17 перемонтованих версій фільму, й врешті решт у 1931‑му році було змонтована фінальна версія стрічки. Однак до прокату стрічка йшла ще два роки, й з'явилася у кінопрокаті України аж наприкінці Голодомору у 1933 році. Плівка версії 1933 року складалася з 8 частин та була завдовжки 2400 метрів.
До річниці подій описаних у фільмі, 1968 року на кіностудії ім. Довженка стрічку було відредаговано, перемонтовано, переформатовано й у врешті-решт відцензуровано на цілих 13 хв.: версія 1933 року була 80 хв., в той час як версія 1968 року була вже лише 67 хв.